# René Tavernier (Geologe)

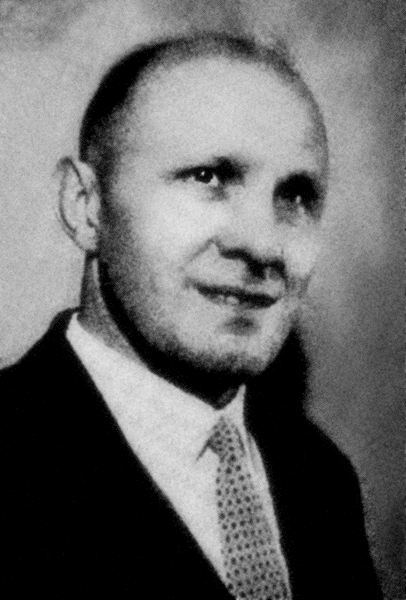
René Tavernier

René Tavernier (* 26. August 1914 in Nevele; † 19. November 1992 in Gent, Belgien) war ein belgischer Geologe. Er beschäftigte sich insbesondere mit Stratigrafie.
Er war Professor für Geologie an der Reichsuniversität Gent, ein korrespondierendes Mitglied der Königlichen Flämischen Akademie Belgiens für Wissenschaften und Künste, und einer der Gründer der “Belgische Bodemkundige Vereniging”.
Er war beteiligt an der Vorbereitung einer Bodenklassifikation und an der Realisierung der Bodenkarten zu Belgien und zur Europäischen Gemeinschaft. Er gründete das „Internationaal Bodemkundig Centrum“ an der Reichsuniversität Gent für Studenten aus Entwicklungsländern und es gelang ihm, die Wichtigkeit der geologischen Erkenntnisse für die bedeutenden Projekte zur Landwirtschaftsentwicklung aufzuzeigen.

## Leben
René Tavernier war Sohn eines Tierarztes. Er besuchte das Sint-Lievenscollege in Gent und studierte nachher Mineralogie an der Reichsuniversität Gent. Seine akademische Karriere fing im Jahre 1937 an, als er zum Assistenten des Laboratoriums für Mineralogie an der Reichsuniversität Gent ernannt wurde.
Nach Verleihung des Doktortitels wurde er Ersatzlektor für den Kurs „fysische aardrijkskunde“ (Geowissenschaften). 1943 wurde er Teamleiter, und ein Jahr später wurde er zum Dozenten für das „Laboratorium van Fysische Aardrijkskunde“ ernannt, wo er im Jahre 1948 zum Universitätsprofessor ernannt wurde.
Am Anfang seiner Karriere unterrichtete er nur in der physischen Geographie, 1952 jedoch erweiterte er seine Unterrichtstätigkeit auf den Bereich Geologie. Ab 1955 wurde er beauftragt, rein geologische Fächer zu unterrichten.
Von 1943 bis 1950 arbeitete er auch für den „Belgische Geologische Dienst“, für den er die Alliierten mit Trinkwasser versorgte und ihnen Kühlwasser für die schwere Flugabwehrartillerie lieferte.
Tavernier wurde am 8. Oktober 1955 korrespondierendes Mitglied der Königlichen Flämischen Akademie Belgiens für Wissenschaften und Künste, am 20. September 1958 Vollmitglied, und 1976 Vorstandsmitglied.
In weiterer Folge wurde er zum Mitglied der Königlichen Akademie für Überseeische Wissenschaften ernannt. Zudem war er Mitglied der International Union of Soil Sciences (IUSS). Er wurde zum Vorsitzenden der IUSS gewählt von 1950 bis 1954 und im Jahre 1986 zum Ehrenmitglied.
Tavernier war Gründungsmitglied der „Belgische Bodemkundige Vereniging“ und erfüllte von 1950 bis 1958 die Funktion des Generalsekretärs. Darüber hinaus war an der Gründung der Koninklijk Nederlands Aardrijkskundig Genootschap, der amerikanischen „Society of Economic Paleontologists and Mineralogists“ und der „Koninklijke Zweedse Academie voor Land- en bosbouw“ beteiligt und war korrespondierendes Mitglied der «Académie d’Agriculture de France». Des Weiteren war er Kommandeur des Verdienstordens des Großherzogtums Luxemburg.

## Sein Werk
Für seine Lizentiatsarbeit empfing René Tavernier im Jahre 1935 den Mac Leodpreis, benannt nach Julius Mac Leod, Professor an der Reichsuniversität Gent. 1948 wurde seine Doktorarbeit mit dem Baron van Ertbornpreis gekrönt. Beide Dissertationen waren Studien über die neogenen Ablagerungen in Belgien. Die neogenen Sande wurden auf Grundlage ihres Schwermineralgehalts erforscht. Auf diese Weise konnte René Tavernier einen Unterschied machen zwischen den marinen und kontinentalen Sanden Niederbelgiens, aber auch er das Herkunftsgebiet dieser Sande ermitteln.
Sein Interesse für Geologie bezog sich auf die Sedimentologie der känozoischen Formationen des Nordseebassins, das Quartär in Belgien, die fossilen periglazialen Strukturen, die Entwicklung des Schelde-Beckens im Laufe des Quartärs und des Küstengebietes während des Holozäns, Schwankungen des Meeresspiegels usw.
Angeregt von Professor Victor Van Straelen wurde das “Comité voor de Opname van de Bodem- en Vegetatiekaart van België” gegründet. Das Projekt, das 1947 angefangen wurde, wurde von der “Instituut tot Aanmoediging van het Wetenschappelijk Onderzoek in Nijverheid en Landbouw” (IWONL) gefördert. Was die Bodenkarten betrifft, wurden die Aufzeichnungen am Anfang in Zusammenarbeit dreier Zentren ausgeführt: Leuven, Gembloux und Gent. Als Verantwortlicher des Zentrums in Gent betrachtete René Tavernier schon von Anfang an Koordination als einen sehr wichtigen Faktor. Sein Streben war darauf gerichtet, ein nationales Zentrum zu schaffen. Ab 1950 wurde Tavernier Direktor des „Centrum voor Bodemkartering“ (C.V.B.), dessen Hauptziele die Aufzeichnung der Bodenkarten, die Ausarbeitung einer einheitlichen Legende und die Koordination dieser Aktivitäten auf nationaler Ebene waren. Diese Arbeit wurde 1968 mit der zehnjährlichen Auszeichnung für geologische Wissenschaften gekrönt. Der C.V.B blieb bis zu seiner Auflösung 1976 aktiv.
Im Jahre 1950 nahm René Tavernier teil an der Organisation des „4th Congress of the International Soil Science Society“ in Amsterdam. Bei dieser Tagung wurde er zum Vorsitzenden der ISSS gewählt. Anlässlich der fünften ISSS Tagung, die 1954 in Léopoldville (Kinshasa) stattfand, arbeitete er in Zusammenarbeit mit dem “Nationaal Instituut voor Landbouwstudies in Belgisch Congo (INEAC-NILCO)” an einem Klassifikationssystem für tropische Böden. Ab 1951 arbeitete René Tavernier auch zusammen mit der USDA Soil Conservation Service an die Vorbereitung einer Bodentaxonomie.
Zwischen 1952 und 1958 war er Mitglied des Geologischen Rates und wurde beauftragt, die stratigraphische Skala des Quartärs aufzustellen. 1957 benannten Jean de Heinzelin de Braucourt und René Tavernier das Holozän aufgrund von Sedimenten der Transgression in Flandern mit „Flandrien“. Mittlerweile ist „Flandrien“ nicht mehr gebräuchlich.
Im Jahre 1958 war René Tavernier Mitglied des leitenden Ausschusses des „Nationaal Instituut voor Landbouwstudies in Belgisch Congo“ (INEAC-NILCO). 1960 leitete er das „Internationaal Bodemkundig Centrum“ an der Reichsuniversität Gent. Dieses Zentrum, das den Entwicklungsländern zu Diensten steht, fing im Jahre 1963 mit einem Postgraduierten-Studiengang an. Es gelang ihm, die Wichtigkeit der geologischen Erkenntnisse bei bedeutenden Projekten zur Landwirtschaftsentwicklung aufzuzeigen.
Innerhalb der europäischen Gemeinschaft(EG) wurde er im Jahre 1980 gebeten, eine Bodenkarte der EG im Maßstab von 1 zu 1.000.000 aufzustellen. Diese Arbeit wurde im Jahre 1985 vollendet.

## Publikationen
Eine Liste der Publikationen Taverniers in Buch- und Artikelform findet sich auf Liber memorialis (PDF; 476 kB) Rijksuniversiteit te Gent, 1960, S. 231–234. Eine Liste der Arbeiten der Sammlung der Universitätsbibliothek Gent, Ugent, ohne Anspruch auf Vollständigkeit auf Digitale catalogus UGent.